# ویسینیکور
ویسینیکور (به فرانسوی: Wissignicourt) یک کمون در فرانسه است که در ان (ا-دو-فرانس) واقع شده‌است. ویسینیکور ۴٫۴۶ کیلومتر مربع مساحت و ۱۴۶ نفر جمعیت دارد و ۱۰۰ متر بالاتر از سطح دریا واقع شده‌است.